# Michel Polonovski
Michel Polonovski, est un universitaire et syndicaliste français.
Né le 25 mai 1889, à Mulhouse (Haut-Rhin), il est en 1920 professeur agrégé de Lille
Titulaire de la chaire de chimie organique en 1924, il est nommé professeur titulaire de chimie biologique à la faculté de Médecine de Paris en 1937
En 1940, il est élu membre de la section des sciences biologiques de l'Académie de médecine,
De 1952 à 1954, il est président de la Fédération nationale des syndicats autonomes de l’enseignement supérieur et de la recherche (FNSAESR),  
Il est mort dans un accident de voiture à Douai (Nord) le 8 juin 1954.
Une rue de Lille porte son nom